# Chionomys
Снігурка (Chionomys) — рід мишоподібних гризунів з родини хом'якових. Етимологія: дав.-гр. χιόνι — «сніг», μῦς — «миша».

## Види
Згідно з MDD рід містить 5 видів:
- Chionomys gud (Satunin, 1909) — Росія, Грузія, Азербайджан
- Chionomys lasistanius (Neuhäuser, 1936) — Туреччина, Грузія
- Chionomys roberti (O. Thomas, 1906) — Росія, Грузія, Азербайджан, Туреччина
- Chionomys stekolnikovi Golenishchev, Malikov, Bannikova, Zykov, Yiğit, & E. Çolak, 2022 — Туреччина (Таврські гори, Азія)
- Полівка снігова (Chionomys syriacus (Brants, 1827), раніше відома як C. nivalis[3]) — Іспанія, Франція, Швейцарія, Ліхтенштейн, Італія, Німеччина, Австрія, Словенія, Хорватія, Боснія та Герцеговина, Чорногорія, Албанія?, Північна Македонія, Косово, Сербія, Греція, Болгарія, Словаччина, Румунія, Україна, Росія, Грузія, Вірменія, Азербайджан, Туреччина, Сирія, Ліван, Палестина, Іран, Туркменістан